# Гелерт
Гелерт (нем. Gehlert) — община в Германии, в земле Рейнланд-Пфальц. 
Входит в состав района Вестервальд. Подчиняется управлению Хахенбург.  Население составляет 583 человека (на 31 декабря 2010 года). Занимает площадь 5,19 км².